# Гёпперт-Майер, Мария
Мари́я Гёпперт-Ма́йер (нем. Maria Göppert-Mayer; 28 июня 1906[…], Катовице, Пруссия, Германская империя — 20 февраля 1972[…], Сан-Диего, Калифорния) — физик, лауреат Нобелевской премии по физике (половина премии за 1963 год, совместно с Хансом Йенсеном, «за открытия, касающиеся оболочечной структуры ядра»; вторую половину премии получил Юджин Вигнер «за вклад в теорию атомного ядра и элементарных частиц, особенно с помощью открытия и приложения фундаментальных принципов симметрии»).
Член Национальной академии наук США (1956).

## Биография
Мария Гёпперт-Майер была единственным ребёнком в семье профессора педиатрии Фридриха Гёпперта и его жены, учительницы языков и литературы Марии Гёпперт. В 1910 году семья переехала в Гёттинген, где её отец был назначен профессором педиатрии в университете. С ранних лет Мария была окружена студентами и преподавателями университета, такими интеллектуалами, как Энрико Ферми, Вернер Гейзенберг, Поль Дирак и Вольфганг Паули. В 1924 году она сдала вступительный экзамен в университет (Abitur) и была принята туда осенью. Она слушала лекции в том числе и у Макса Борна, Джеймса Франка и Адольфа Виндауса. В 1930 году она вышла замуж за сотрудника Джеймса Франка — Джозефа Эдварда Майера. Вскоре они переехали в США — на родину Майера.
В последовавшие несколько лет Гёпперт-Майер бесплатно преподавала в Университете Джонса Хопкинса в Балтиморе с 1931 по 1939 и с 1940 по 1946 годы в университете Колумбии. После этого она преподавала в университете Чикаго. Получить оплачиваемую работу было невозможно, с одной стороны, из-за Великой депрессии, а с другой стороны, из-за того, что она работала в тех же университетах, где её муж был профессором, и могла быть обвинена в использовании родственных связей. В 1940 году выпустила совместно со своим мужем книгу «Статистическая механика».
После образования Аргоннской национальной лаборатории в 1946 году Гёпперт-Майер предложили работу на полставки в качестве старшего научного сотрудника в отделе теоретической физики. Именно в то время она разработала оболочечную модель ядра, за которую получила впоследствии Нобелевскую премию по физике.
Модель Гёпперт-Майер объясняла существование магических чисел в физике ядра — того факта, что элементы с атомными весами 2, 8, 20, 28, 50, 82, и 126 были чрезвычайно стабильными. Суть объяснения состоит в спин-орбитальном взаимодействии нуклонов, в результате чего в ядре образуются оболочки с возможным количеством нуклонов 2, 6, 10 и т. д. При заполнении очередной оболочки получается чрезвычайно стабильная конфигурация ядра. По её собственному описанию:
 Представьте себе комнату с вальсирующими парами. Предположим, что они вальсируют в комнате по окружностям, одни из которых лежат внутри других. Теперь представьте, что вы можете поместить на одну окружность две пары, если одна из них будет описывать круг по часовой стрелке, а другая против часовой стрелки. Теперь добавим следующее — пусть пары, по мере движения по окружностям, кроме того кружатся вокруг своей оси. Но не все пары из тех, что описывают круг по часовой стрелке, также вращаются по часовой стрелке — некоторые вращаются против часовой стрелки. То же самое происходит и с парами, описывающими окружность против часовой стрелки, — некоторые вращаются по часовой, некоторые против часовой стрелки.
Примерно в то же время независимо от неё немецкий физик Ханс Йенсен построил такую же теорию оболочечной модели ядра. В 1955 году они совместно написали книгу «Элементарная теория оболочечной модели ядра». После награждения Нобелевской премией в 1963 г. Гёпперт-Майер сказала: «Сделать работу было вдвое интереснее, чем получить приз за неё».
В конце 1940-х — начале 1950-х годов она выполнила расчёты по поглощению излучения для Эдварда Теллера, которые, вероятно, использовались при конструировании водородной бомбы.
После смерти Гёпперт-Майер Американское физическое общество учредило награду в её честь, присуждаемую молодой женщине-физику в начале научной карьеры. Любая женщина со степенью кандидата наук может получить деньги, а также возможность выступить с лекциями по теме своих исследований в четырёх ведущих научных учреждениях. Чикагский университет также ежегодно присуждает премию выдающейся молодой женщине-учёному или инженеру. Калифорнийский университет в Сан-Диего проводит ежегодный симпозиум имени Гёпперт-Майер, собирающий женщин исследователей для обсуждения современной науки.

## В литературе
Упоминается в романе Грегори Бенфорда «Панорама времён»:
…Гордон пригляделся и узнал Марию Гёпперт-Майер — единственную женщину на факультете. Она недавно перенесла инсульт и теперь появлялась редко, перемещаясь по коридорам словно привидение. Левая сторона её тела была частично парализована, а речь стала невнятной. Кожа на лице обвисла, она казалась очень усталой, но в глазах её светился неугасимый интеллект…